# Pseudotrachya
Pseudotrachya is een geslacht van sponsdieren uit de klasse van de Demospongiae (gewone sponzen).

## Soorten
- Pseudotrachya amaza (de Laubenfels, 1934)
- Pseudotrachya hystrix (Topsent, 1890)